# Gornje Selo (Šolta)
Gornje Selo falu Horvátországban Split-Dalmácia megyében. Közigazgatásilag Šoltához tartozik.

## Fekvése
Splittől 18 km-re délnyugatra, Trogirtól 19 km-re délkeletre, községközpontjától 6 km-re délkeletre, Dalmácia középső részén, Šolta szigetének keleti felén, a Gornje polje alatt fekszik. Rajta is áthalad a szigetet átszelő aszfaltozott főút. Autóbusz forgalom köti össze Stomorska, Nečujam, Grohote, Srednje Selo, Donje Selo, Maslinica és Rogač településekkel, ahol Šolta kompkikötője található. A faluból makadám utakon kerékpáron vagy gyalog juthatunk el környező öblökbe.

## Története
Az első ismert itt lakó nép az illírek voltak, akik elsősorban a magaslatokat alakították ki lakóhelyül. Erődített településük volt a falutól északkeletre emelkedő Vela Straža nevű magaslaton is. A legenda szerint a nyugatra fekvő Senjska-öböl felett állt az egyik híres illír uralkodó Teuta királyné palotája. Római alapfalak találhatók Gornje Selo közelében Starinén és Ježán, ahol ókori temető is előkerült. A falu temetőjében római szarkofág maradványai találhatók. A középkori település a késő ókori falutól délre, stratégiailag kedvező helyen, az itt élő egyes nemzetségek házcsoportjaiból alakult ki, melyek közül a legjelentősebbek Garbinovi, Jakovčevića és Škrabanića dvori. Első írásos említése 1445-ben történt „Villa superior” alakban. 1418-tól velencei fennhatóság alatt állt. 1797-ben a Velencei Köztársaság megszűnésével a település a Habsburg Birodalom része lett. 1806-ban Napóleon csapatai foglalták el és 1813-ig francia uralom alatt állt. Napóleon bukása után ismét Habsburg uralom következett, mely az első világháború végéig tartott. A falu templomát a helyi születésű gazdag kereskedő Marin Bavčević építtette 1857-ben. Bavčević sokáig élt Tuniszban, majd Törökországban gazdagodott meg és ott is temették el a konstantinápolyi Szűz Mária templomban. A faluban azt mesélik, hogy jótevőjük eredetileg sokkal nagyobb templomot akart építtetni, de az építők eltértek a tervtől és amikor Bavčević megérkezett a nyitóünnepségre azt meg sem várva eltávozott és ezután már soha többé nem tért vissza. A falunak 1857-ben 356, 1910-ben 725 lakosa volt. Az I. világháború után rövid ideig az Olasz Királyság, ezután a Szerb-Horvát-Szlovén Királyság, majd Jugoszlávia része lett. A második világháború idején olasz csapatok szállták meg. A délszláv háború során 1991. november 14 és 15 között a jugoszláv haditengerészet hajói ezt a települést is támadták. Az ágyútűzben találat érte a plébániatemplomot is. Lakossága 2011-ben 238 fő volt, akik a turizmus mellett főként mezőgazdaságból (szőlő, olíva, füge, mandula) éltek. A faluban bolt és vendéglátó egység működik.

## Lakosság
| Lakosság változása | Lakosság változása | Lakosság változása | Lakosság változása | Lakosság változása | Lakosság változása | Lakosság változása | Lakosság változása | Lakosság változása | Lakosság változása | Lakosság változása | Lakosság változása | Lakosság változása | Lakosság változása | Lakosság változása | Lakosság változása |
| ------------------ | ------------------ | ------------------ | ------------------ | ------------------ | ------------------ | ------------------ | ------------------ | ------------------ | ------------------ | ------------------ | ------------------ | ------------------ | ------------------ | ------------------ | ------------------ |
| 1857               | 1869               | 1880               | 1890               | 1900               | 1910               | 1921               | 1931               | 1948               | 1953               | 1961               | 1971               | 1981               | 1991               | 2001               | 2011               |
| 356                | 517                | 491                | 592                | 715                | 725                | 809                | 641                | 629                | 578                | 437                | 349                | 252                | 252                | 217                | 238                |

(1869-ben Stomorska adataival együtt.)

## Nevezetességei
- A falu központjában áll az 1857 és 1859 között épített Keresztelő Szent János plébániatemplom. Mellette áll a Keresztelő Szent János testvériség háza.
- A stomorskai út mellett két fogadalmi kápolna áll, az egyiket a Bavčević család építtette.
- A falutól északkeletre emelkedő 237 méter magas Vela Stražán illír erődített település és őrtorony maradványai,[6] valamint kereszt és kilátó található. Ez a sziget legmagasabb pontja.
- Az 1216-ban alapított Szűz Mária bencés kolostor romjain építették fel 1776-ban a Stomorijai Miasszonyunk templomot.[7] A kolostort az 1260 és 1452 közötti dokumentumok említik. A templom a Šolta-sziget legmagasabb csúcsa, a Vela Straža alatt található. A régi bencés templomból fennmaradt a román stílusú apszis, míg a szentély gótikus stílusú. A legújabb rész, a templomhajó barokk stílusban épült. A templom mai megjelenését a 18. század végén nyerte el. Az oltáron egy régi festmény a Szűzanyáról gyermekkel, tempera a fán, egy helyi mester munkája a 15-16. századból. A templom körül temető található. A faluból a templomhoz vezető út mellett keresztek találhatók.
- Ókori szarkofág a falu temetőjében.
- Ókori kéttornyú erődítmény maradványai a Vela Straža alatti Starinén.
- Ókori sírok Ježán.
- Ókori mészégető maradványai Pod Gajon
- A faluban a népi építészet több jellegzetes példája található.
- Az elesett hősök emlékműve.

## Galéria
- A Keresztelő Szent János templom.
- Látkép a település nyugati részével.
- Régi kőházak.

## Fordítás
- Ez a szócikk részben vagy egészben  a   Gornje Selo (Šolta) című horvát Wikipédia-szócikk ezen változatának fordításán alapul.  Az eredeti cikk szerkesztőit annak laptörténete sorolja fel. Ez a jelzés csupán a megfogalmazás eredetét és a szerzői jogokat jelzi, nem szolgál a cikkben szereplő információk forrásmegjelöléseként.